# Erannis pallidaria
Erannis pallidaria là một loài bướm đêm trong họ Geometridae.